# لن گرین
لن گرین (انگلیسی: Len Green؛ زادهٔ ۲ اکتبر ۱۹۳۶) بازیکن فوتبال اهل بریتانیا است.
از باشگاه‌هایی که در آن بازی کرده‌است می‌توان به باشگاه فوتبال دارلینگتون اشاره کرد.